# 上原立斎
上原 立斎（うえはら りっさい、1794年〈寛政6年〉 - 1854年2月15日〈嘉永7年1月18日〉）は、江戸時代後期の儒学者。近江国高島郡（現・滋賀県高島市）出身。
旧姓は多胡、名は正福、通称は甚太郎。

## 来歴
大津で、若林強斎の流れをくむ川島栗斎に儒学を学ぶ。山崎闇斎を祖とする「崎門」の一員として名をなし、梅田雲浜は京都で勉強していた折に立斎の門下生となる。立斎は雲浜の才を認め、娘（上原しん）を嫁がせた。
嘉永7年1月18日没（享年61）。大津の大練寺に葬られた。
門人には雲浜の他、池上隼之助・笠夕山等がいる。